# Weesener Bach
Der Weesener Bach, auch Lutter oder Lutterbach (sauber = lauter = rein = Lutter), ist ein linker, östlicher Nebenfluss der Örtze.

## Geographie

### Quelle und Verlauf
Der Weesener Bach entspringt südlich von Lutterloh, einer zur Gemeinde Südheide gehörenden Ortschaft im Naturpark Südheide, fließt dann durch Weesen und mündet nach 13,7 km im Norden Hermannsburgs in die Örtze.
Ursprünglich hatte der Weesener Bach seine Quelle in einem Moorgebiet. Zur Entwässerung der dahinter liegenden Flächen wurde er durch einen Graben verlängert. Das ehemalige Moorgebiet wurde zum großen Teil zu Teichgelände umgewandelt. Die Teiche sind über weite Flächen mit Teich-Schachtelhalm bewachsen. Der gesamte Lauf des Baches mit seinem Randbereich, insgesamt 348 ha, wurde 1999 unter Naturschutz gestellt.
Ausschlaggebend hierfür waren die noch erhaltenen Gewässerabschnitte mit ihren Erlenwäldern, Weidenbäumen und den Röhrichtsäumen, sowie die quellige und vermoorte Talniederung mit ihren Bruch- und Sumpfwaldresten. Die an dem Bachrand noch intensiv bewirtschafteten Wiesen und Weiden wurden aus der Nutzung genommen.
Hierdurch ist ein naturnaher Heidebach erhalten geblieben, dessen Wasserqualität, außer am Oberlauf, an dem sich die Quell-Teiche befinden, die höchsten Güteklassen I-II „gering belastet“ (oligo- bis betamesosaprob) aufweist.

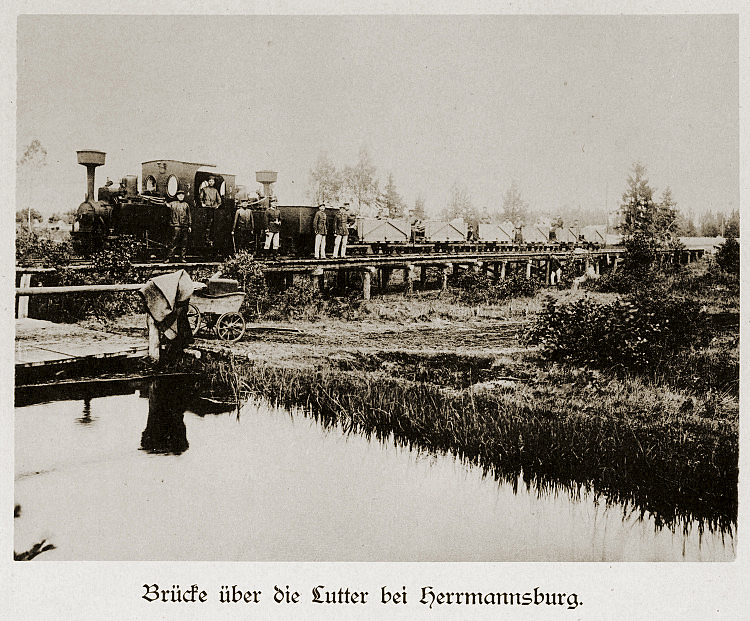
Brücke über den Weesener Bach (auch „Lutter“ genannt)

### Nebenflüsse

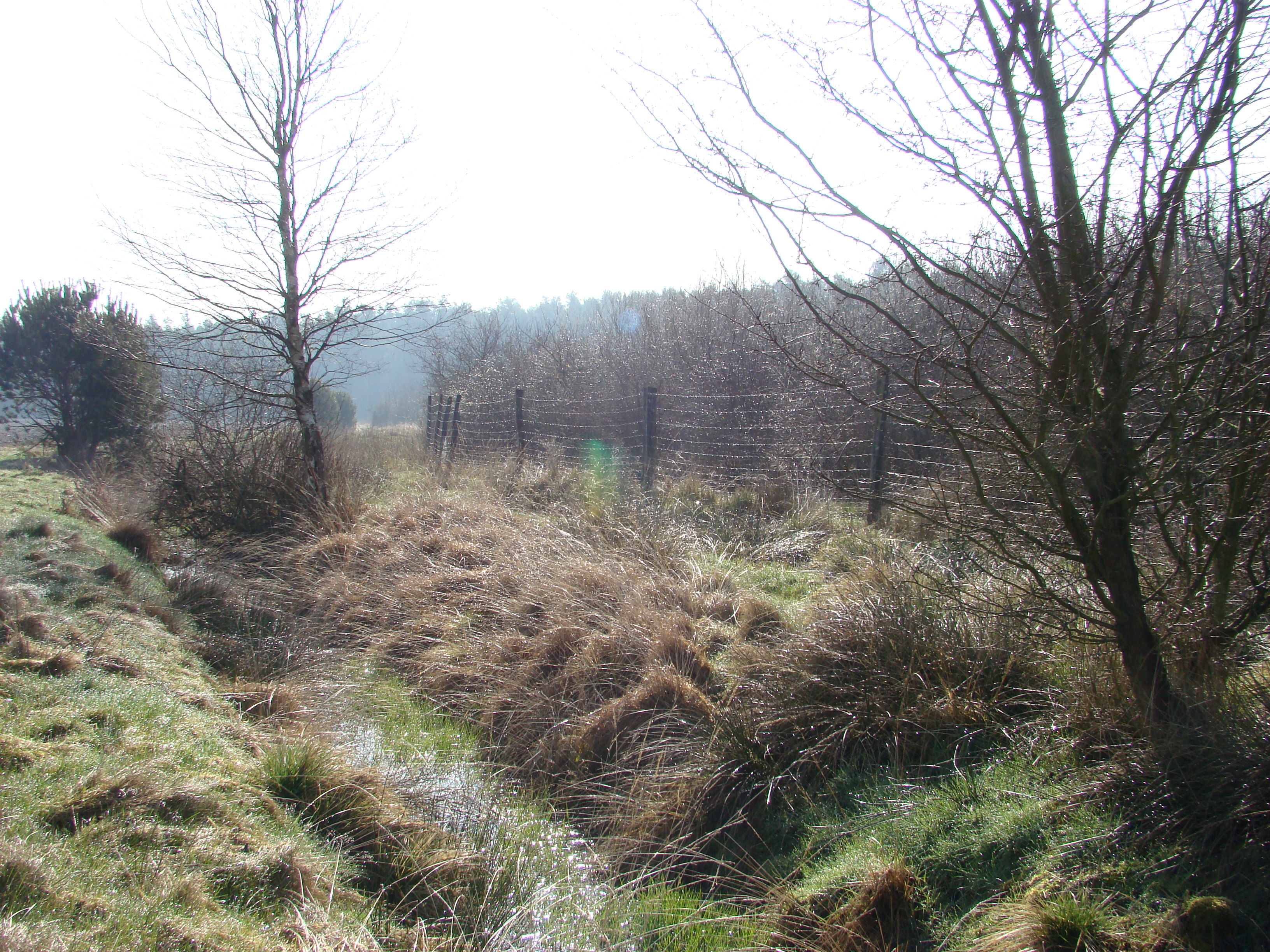
Quellgraben
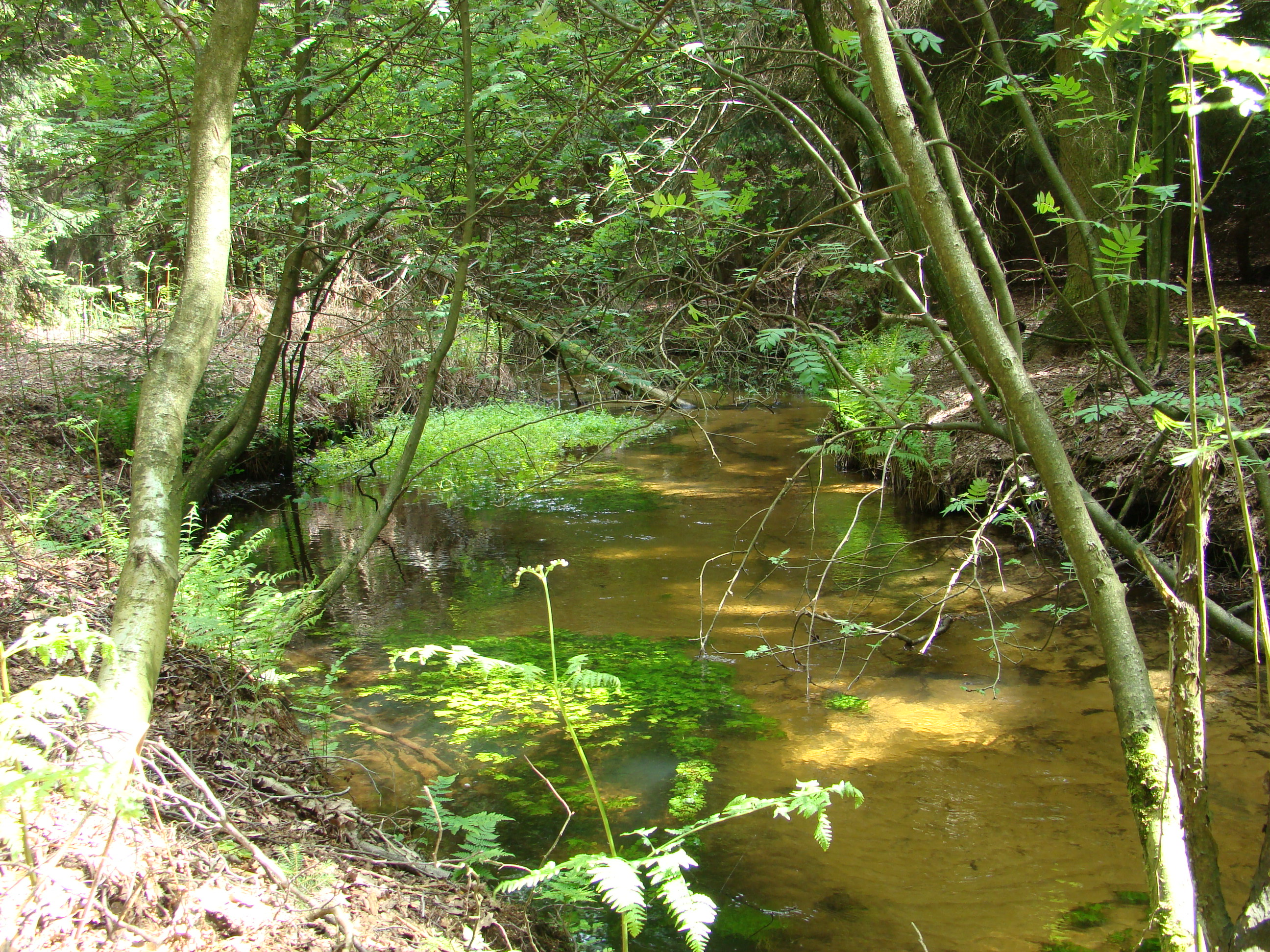
Der Weesener Bach zwischen Lutterloh und Weesen
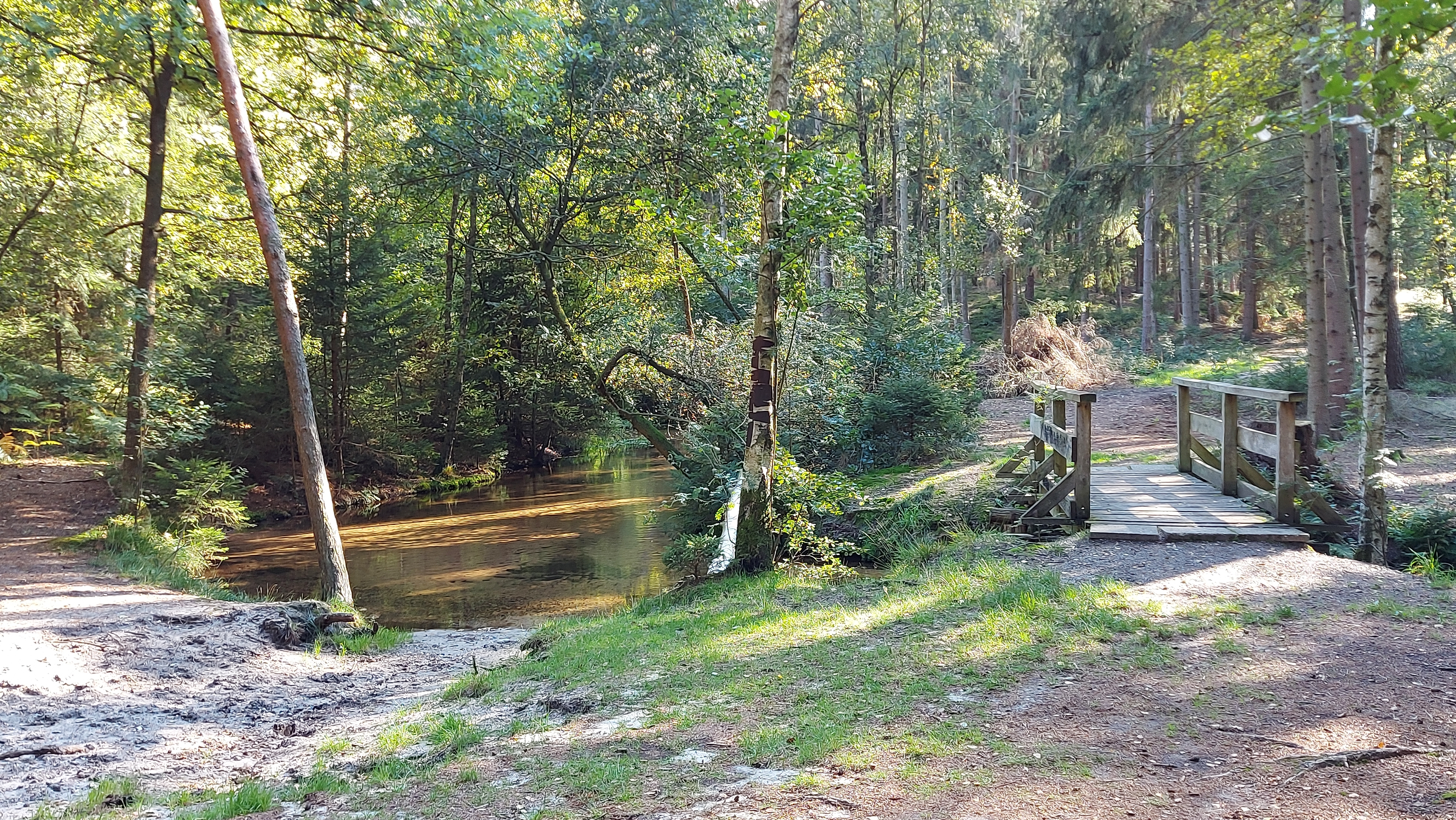
Kleine Holzbrücke über den Bach
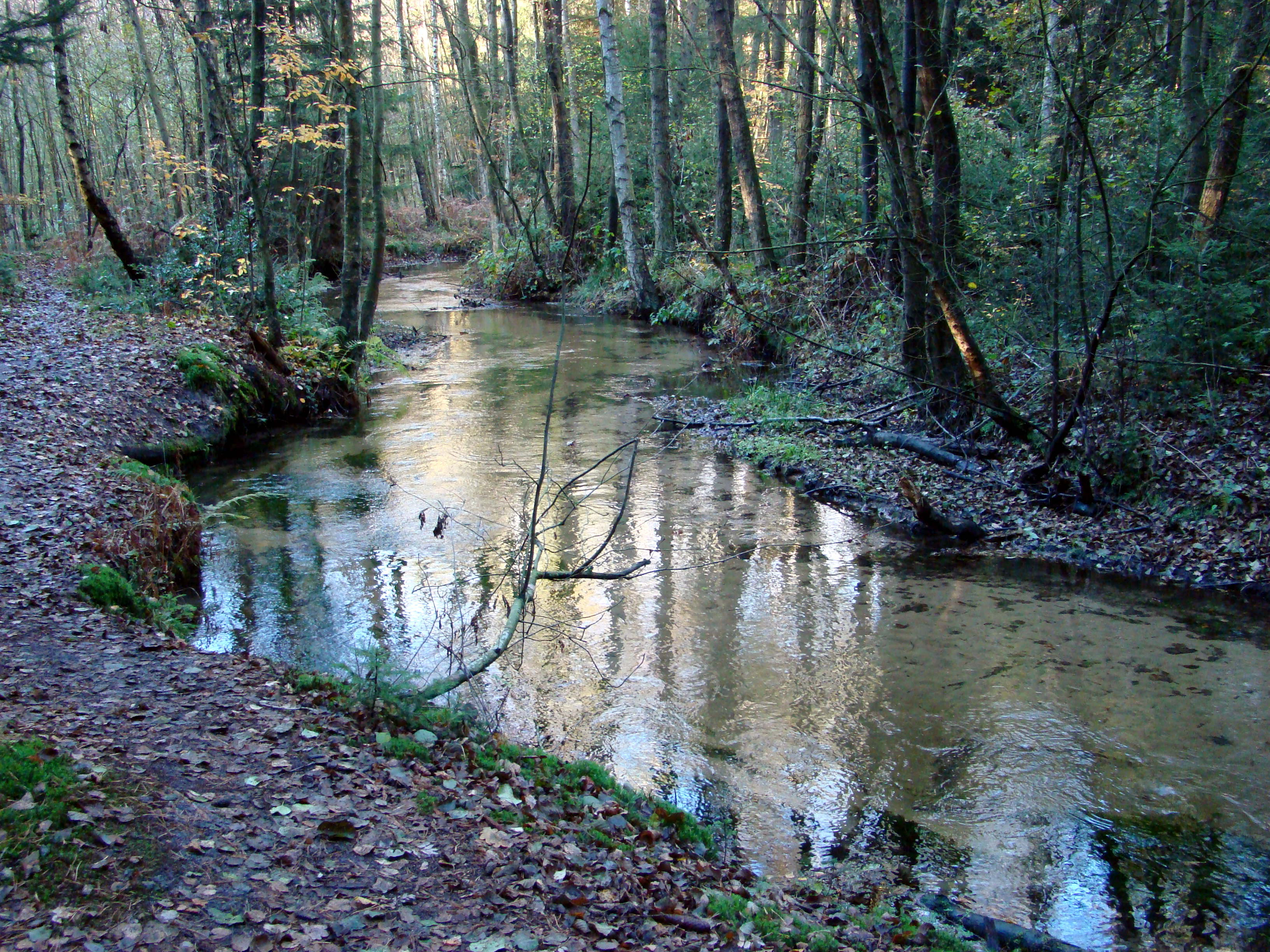
Der Weesener Bach nahe Hermannsburg
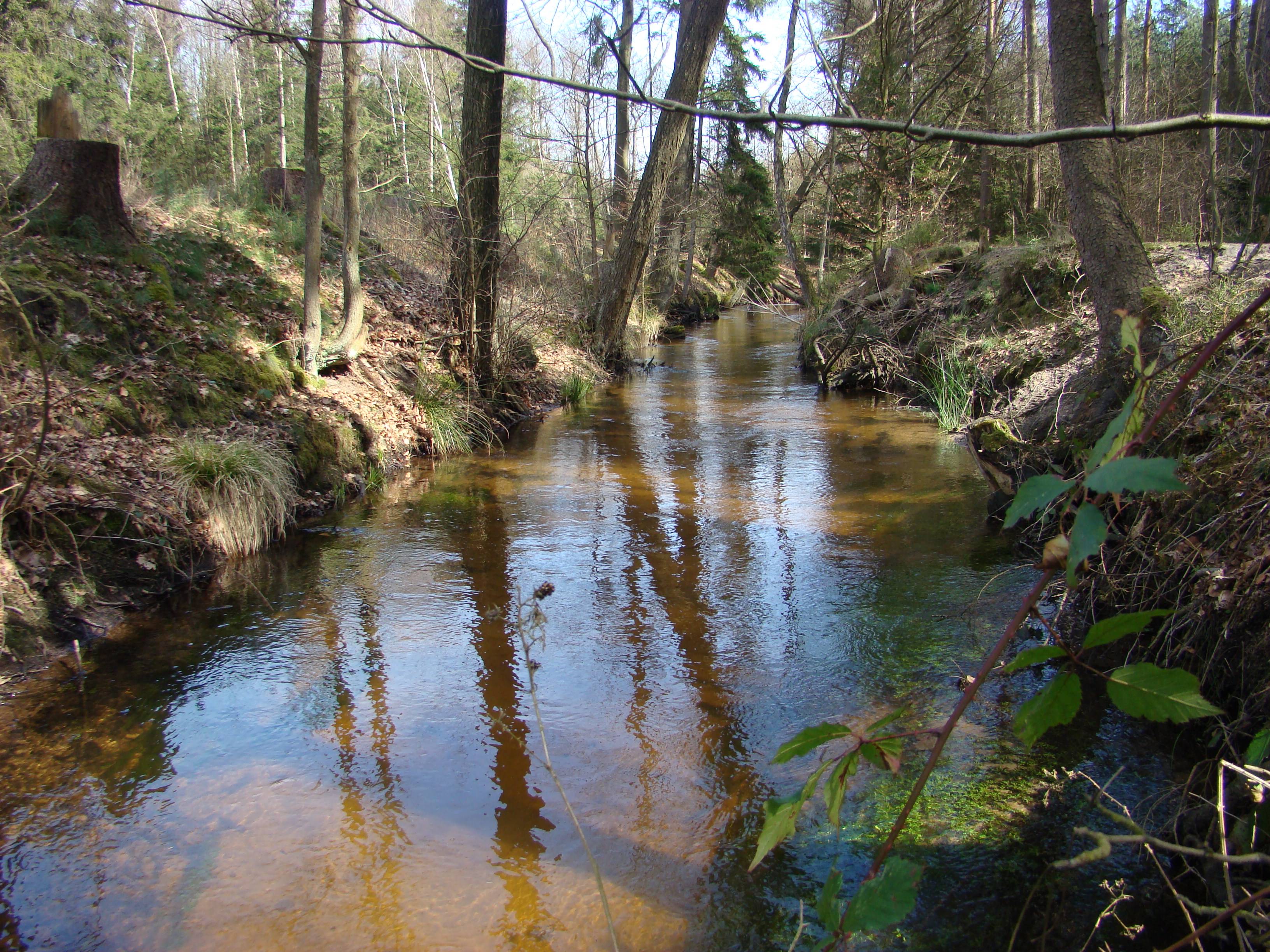
Der Kanal zur Luttermühle

## Zustand
Der Weesener Bach weist wesentliche Merkmale eines sommerkalten, sauerstoffreichen, nährstoffarmen und schnellfließenden Heidebaches auf. In weiten Teilen hat er noch einen naturnahen Verlauf. Die Wasserqualität ist gut bis sehr gut. Er ist auf der gesamten Länge unter Schutz gestellt. Das Naturschutzgebiet mit dem Kennzeichen NSG LÜ 248 ist circa 348 Hektar groß.

## Geschichte
1892 wurde im Rahmen der Feldbahnübung Uelzen–Celle eine Bahntrasse in einer Länge von rund 70 km  für eine Schmalspurbahn von Uelzen über Weesen nach Celle gebaut. Der Zweck der Übung war, zu erkunden, wie man im Kriegsfall Material mit einer Schmalspurbahn schnellstmöglich an die Front transportieren kann. Man wählte gerade diese Strecke, weil sie wenige Hindernisse aufwies und die Heidegegend abgeschieden lag. Anlässlich dieser Übung wurde zwischen Hermannsburg und Weesen eine Holzbrücke über den Weesener Bach gebaut.

## Flora und Fauna
Aufgrund der hohen Wasserqualität findet man hier eine Vielfalt von seltenen Lebewesen. An Fischen leben im Fluss Bachforellen, Groppen und Bachneunaugen. Im Jahre 1987 wurden hier 176 Tierarten gezählt, davon allein 36 Arten, die auf der Roten Liste verzeichnet sind.
In dem klaren, rasch fließenden Wasser mit flutender Vegetation wächst unter anderem Haken-Wasserstern (Callitriche hamulata), Sumpf-Wasserstern (Callitriche palustris agg.), Schmalblättriger Merk (Berula erecta), Einfacher Igelkolben (Sparganium emersum), Flutender Schwaden (Glyceria fluitans), Wechselblütiges Tausendblatt (Myriophyllum alterniflorum), Gemeines Brunnenmoos (Fontinalis antipyretica) und sehr häufig Rasen-Binse (Juncus bulbosus). Im Uferbereich beziehungsweise in der Bachaue findet man weitere 60 bedrohte Arten an Gefäßpflanzen, Moosarten, Amphibien und Reptilien. Auch der Eisvogel hält sich hier zeitweise auf. Der Biber (Castor fiber) besiedelt mittlerweile die Örtze von der Mündung in Wolthausen bis zur Landkreisgrenze bei Poitzen. Von der zeitnahen Besiedlung auch des Weesener Baches ist daher auszugehen.

## Gewässerunterhaltung
Die Gewässerunterhaltung des Weesener Baches obliegt nach dem Niedersächsischen Wassergesetz dem Unterhaltungsverband Örtze. Dabei setzte der Unterhaltungsverband in den 1970er Jahren Raupenbagger ein, wodurch der Bach vertieft wurde und enorme ökologische Schäden am Gewässer entstanden, die bis heute fortwirken. Die feste und kiesige Sohle des Baches wurde zerstört und ein enormer Sandtrieb kam von Lutterloh bis Hermannsburg in Bewegung. Auch große Sandfänge im Gebiet „Sunder“ konnten diese Sandbewegungen nicht stoppen. In dem sandigen Untergrund können wirbellose Tiere, die die Hauptnahrung der Bachforellen bilden, nicht überleben. Die Forellen können sich zudem nicht fortpflanzen, da sich der Laich nur auf einem kiesigen Untergrund entwickeln kann. Wird er von Sand bedeckt, ersticken die Larven.
Bürger und auch Vereine (u. a. die „Bürgerinitiative Südheide“) sahen diese Entwicklung mit Sorge. Der Weesener Ratsherr Peter Buttgereit war im Rahmen seiner kommunalpolitischen Tätigkeit Mitglied der Verbandsversammlung des Unterhaltungsverbandes und erreichte nach jahrelangem zähen Ringen, dass auf die maschinelle Räumung verzichtet wurde. Seit 1984 werden große Abschnitte des Baches von Hand unterhalten. Insbesondere der eigens dafür gegründete Verein „Naturschutzfreunde Weesen e. V.“ führt diese Arbeiten jedes Jahr im Herbst durch.

## Strukturverbesserung durch Kieseinbringung

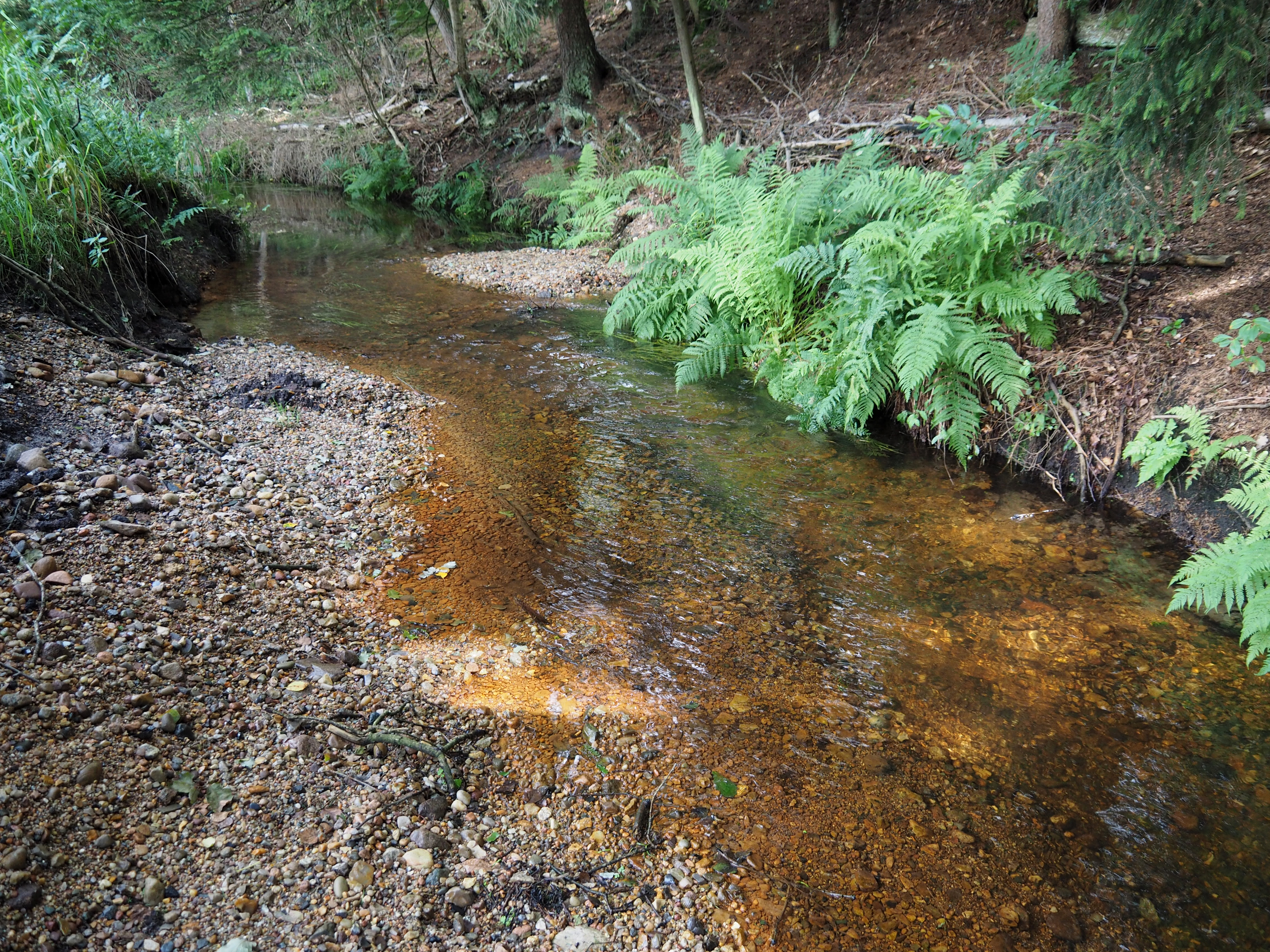
Weesener Bach nach Kieseinbringung

Mitte der 1970er Jahre wurde das Bachbett des Weesener Baches tiefer gelegt. Dabei wurde die für Heidebäche typische, kiesig-steinige Sohlenstruktur, die einen speziellen ökologischen Lebensraum darstellt, das sogenannte Hyporheische Interstitial, zerstört. Es entstand eine überwiegend eintönige Sandsohle, in der die auf der Bodenzone eines Gewässers vorkommenden Lebewesen (Benthos) kaum Überlebenschancen hatten. Für manche Fischarten, sogenannte Kieslaicher wie die Bachforelle, dient Kies als Laichplatz. Die Eier und Jungfische entwickeln sich in den durchströmten Zwischenräumen. Auch deren Bestand ging stark zurück.
Zur Lösung dieses Problems wurden erstmals im Jahr 2006 etwa 400 Tonnen autochthoner (heimischer) Kies eingebracht. In 2011 wurden weitere rund 1400 Tonnen in dem Bach verbaut. Im August 2015 wurden zur Strukturverbesserung am Oberlauf des Baches, auf einer Länge von 1200 Meter, nochmals rund 800 Tonnen regionaler, standorttypischer Kies in der Größe ≥2 mm ⌀  eingebaut. Die Steine wurden so verteilt, dass Kolke, Rausche und Mäander entstanden.
Die Kosten dieser Maßnahme von 60.000 Euro wurden von der Europäischen Union (aus dem „Europäischen Landwirtschaftsfonds für die Entwicklung des ländlichen Raums“), vom Unterhaltungsverband Örtze und vom Landkreis Celle getragen.

## Luttermühle

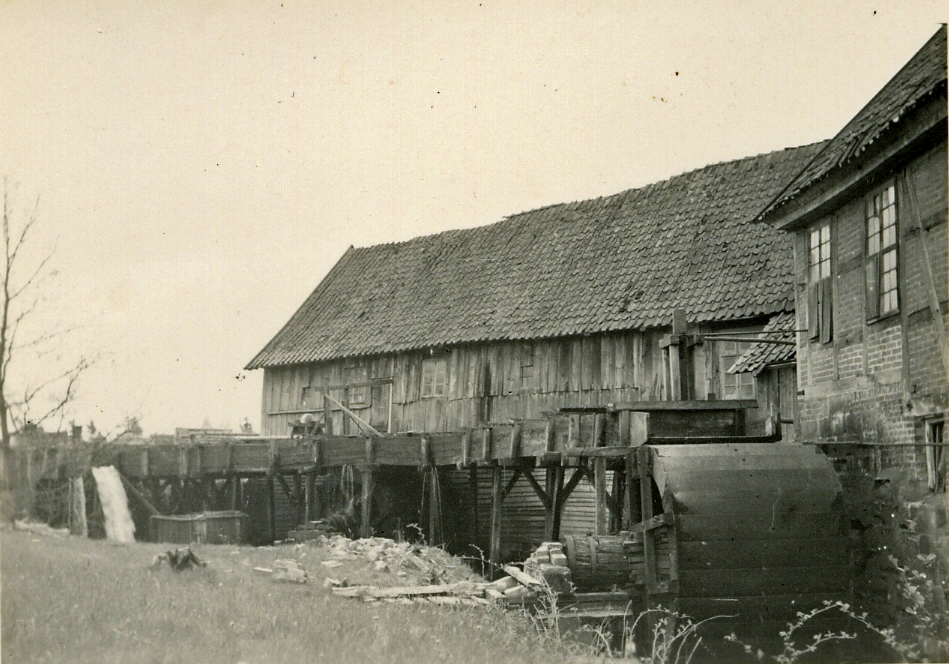
Ca. 1960: links die Sägemühle und rechts die Getreidemühle jeweils mit eigenem oberschlächtigem Wasserrad

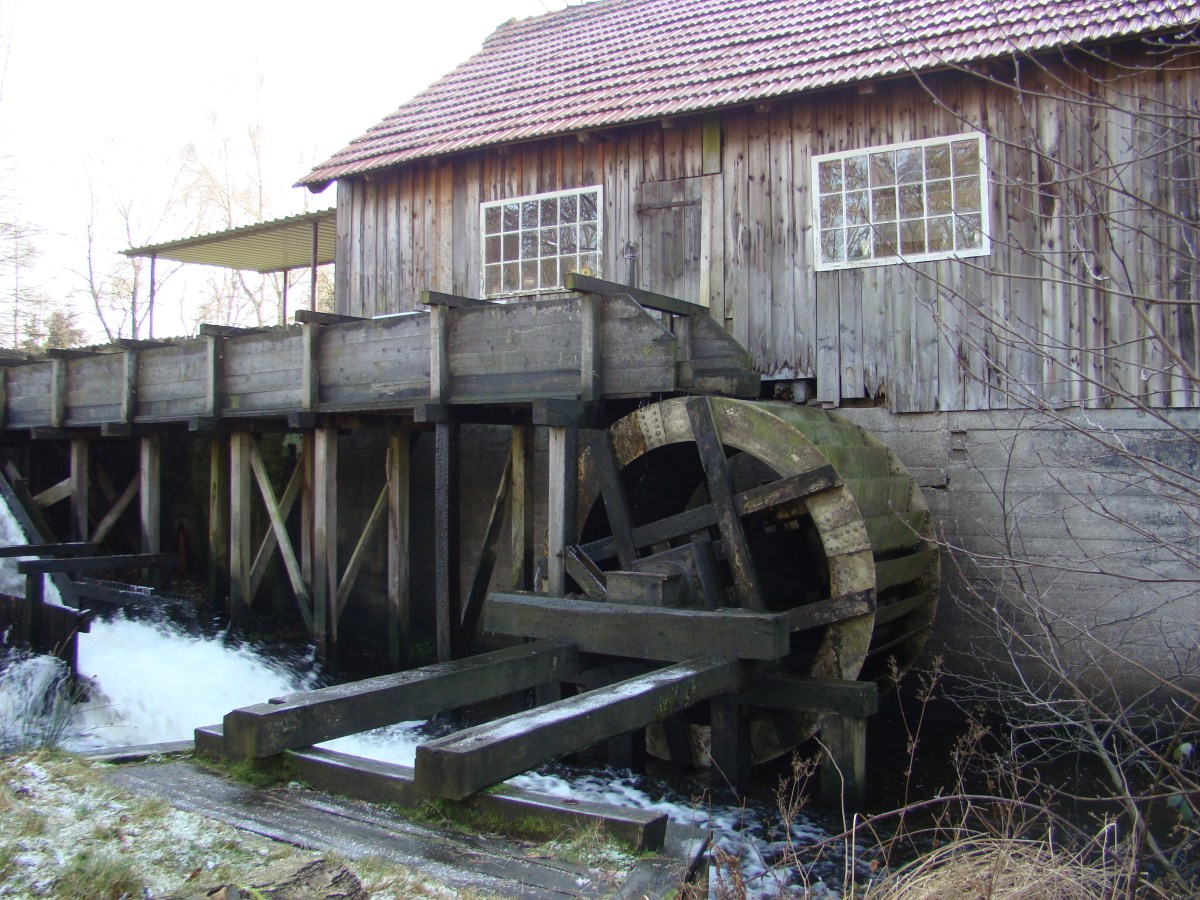
Luttermühle im Jahr 2008

Nahe der Mündung befindet sich noch heute eine Wassermühle (Luttermühle) mit einem oberschlächtigen Wasserrad. Die Mühle war seit 1757 als Sägemühle in Betrieb.
Um das Wasser zur Mühle zu leiten, wurde extra ein ca. 1 Kilometer langer Kanal gegraben, mit dem man den Wasserlauf  gleichzeitig anhob. Direkt vor der Sägemühle wurde ein großer Teich angelegt. Man benötigte diesen  Teich, um durch das zusätzliche Wasser mehr Kraft für das Wasserrad zu erhalten. Wenn für die Gattersäge besonders viel Kraft benötigt wurde, um zum Beispiel große Eichen zu sägen, war das zusätzliche Wasser unerlässlich. In früherer Zeit wurde der Kanal jährlich einmal abgesperrt, das Wasser wurde dann in das alte ursprüngliche Bachbett umgeleitet. Danach wurde der angeschwemmte und abgelagerte Sand aus dem Teich ausgeschaufelt. Wegen des enormen Arbeitsaufwandes ging man später davon ab. Man legte einen separaten Abfluss an und ließ von Zeit zu Zeit den Teich ganz gezielt besonders schnell ablaufen.
Ursprünglich befanden sich hier auch noch eine Getreidemühle und eine Lohgerberei. Das Wasser wurde damals wahlweise für die Sägemühle benutzt oder zu dem ebenfalls oberschlächtigen Wasserrad der Getreidemühle weitergeleitet. In der Regel wurde am Tage das Wasserrad des Sägewerkes und nachts das Rad der Getreidemühle angetrieben. Seit einem Brand im Jahre 1995 ist der Betrieb eingestellt. Das Wasserrad der Sägemühle wurde erneuert und treibt manchmal einen Stromgenerator an.
Die Mühlenanlage ist heute aus naturschutzfachlicher Sicht eine große Belastung für diesen ökologisch sehr wertvollen Heidebach. Die Anlage stellt für Kleinfischarten und Forellen ein Hindernis für die Aufwanderung dar. Um einen Austausch zwischen Örtze und Bachoberlauf zu erzielen, ist es zwingend erforderlich, im Bereich der Mühle einen Fischweg im alten Bachbett einzurichten. Dieses ist bisher am Widerstand des Grundeigentümers gescheitert.